# Canna flaccida
Canna flaccida är en kannaväxtart som beskrevs av Richard Anthony Salisbury. Canna flaccida ingår i släktet kannor, och familjen kannaväxter. Inga underarter finns listade i Catalogue of Life.

## Bildgalleri

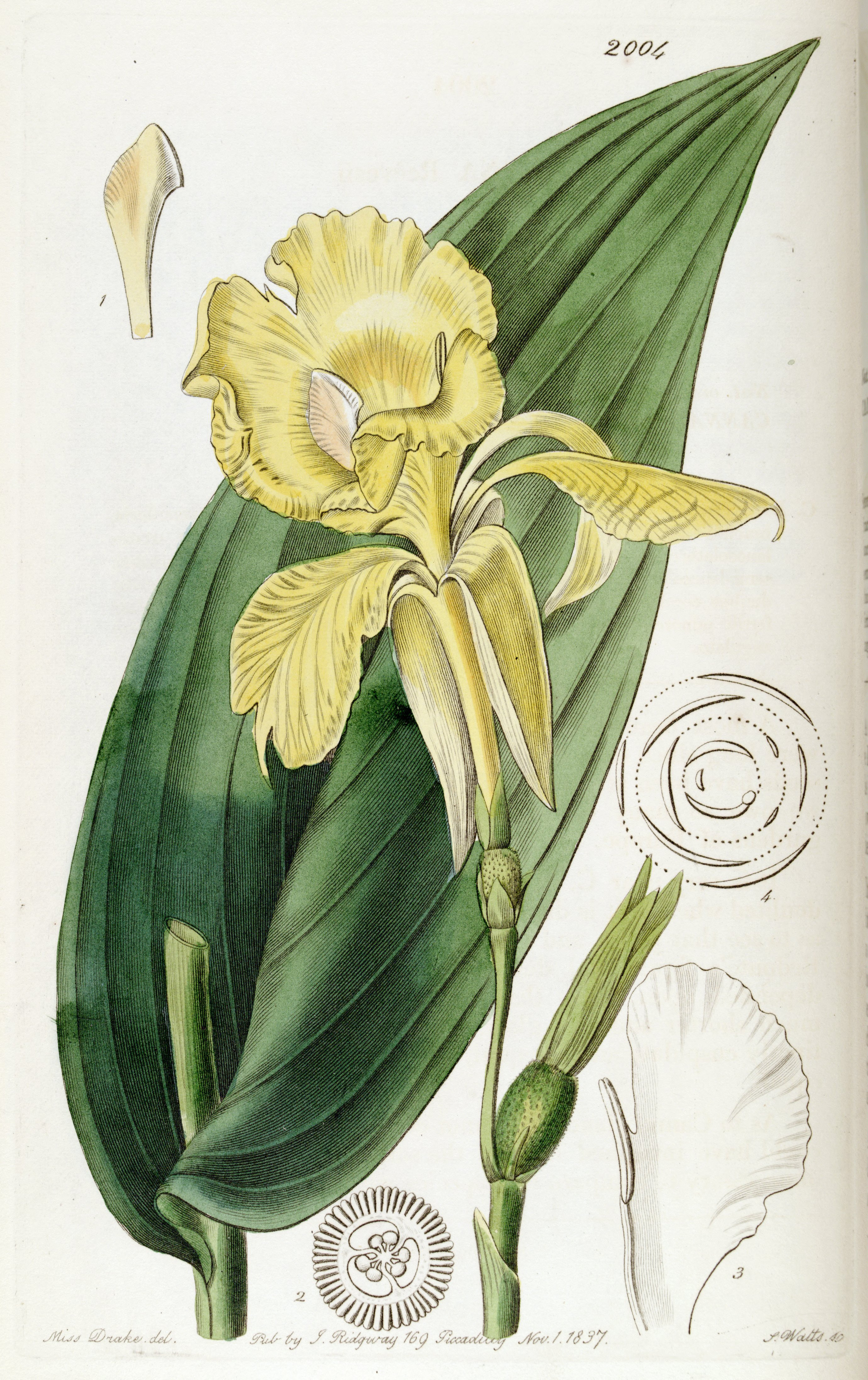
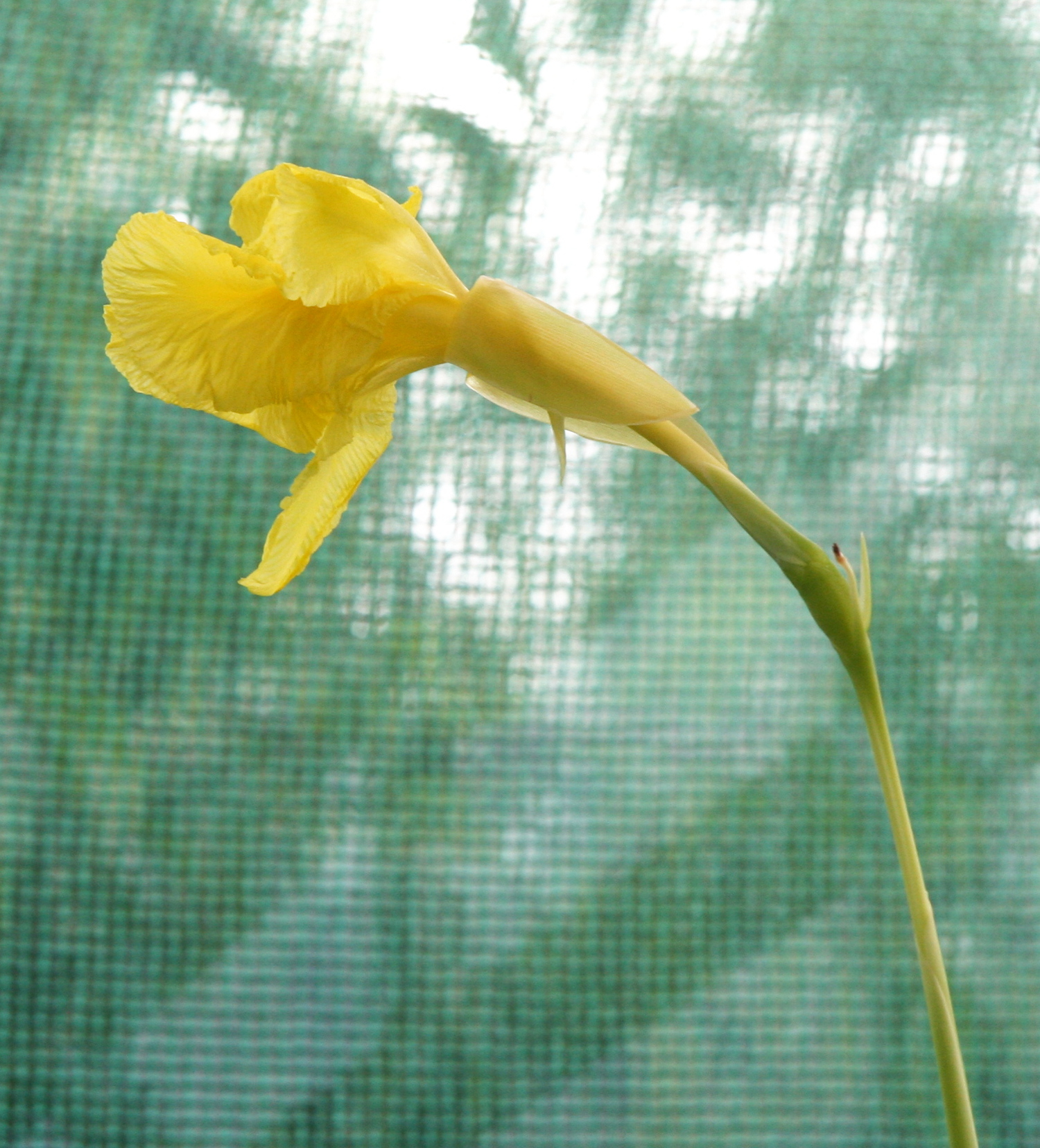
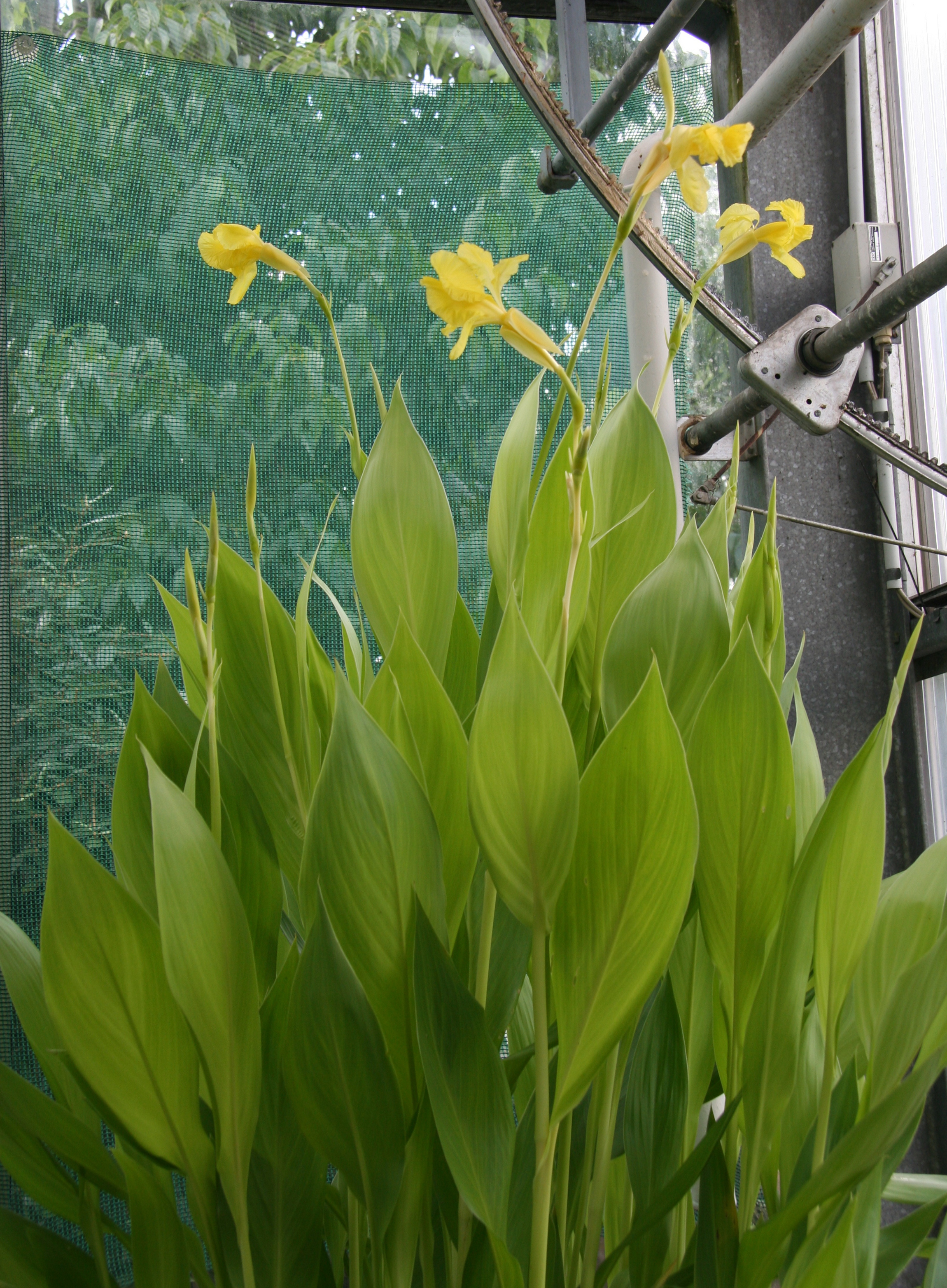